# Philodicus compactus
Philodicus compactus är en tvåvingeart som beskrevs av Hull 1967. Philodicus compactus ingår i släktet Philodicus och familjen rovflugor. Inga underarter finns listade i Catalogue of Life.